# Nan'yo
Nan'yō (南陽市 Nan'yō-shi) es una ciudad situada en la prefectura de Yamagata, en la región de Tohoku, en el norte de Japón. En octubre el año 2015, la ciudad tenía una población estimada de 31.976 y una densidad de población de 199 personas por km². El área total es de 160,52 kilómetros cuadrados.
La ciudad actual de Nan'yo se estableció el 1 de abril de 1967 con la unión de los pueblos de Miyauchi y Akayu con la aldea de Wagō.
Akayu es famosa por sus aguas termales, cerezas y actividades de ala delta. Miyauchi es famosa por su festival del crisantemo y el santuario Kumano-taisha. 

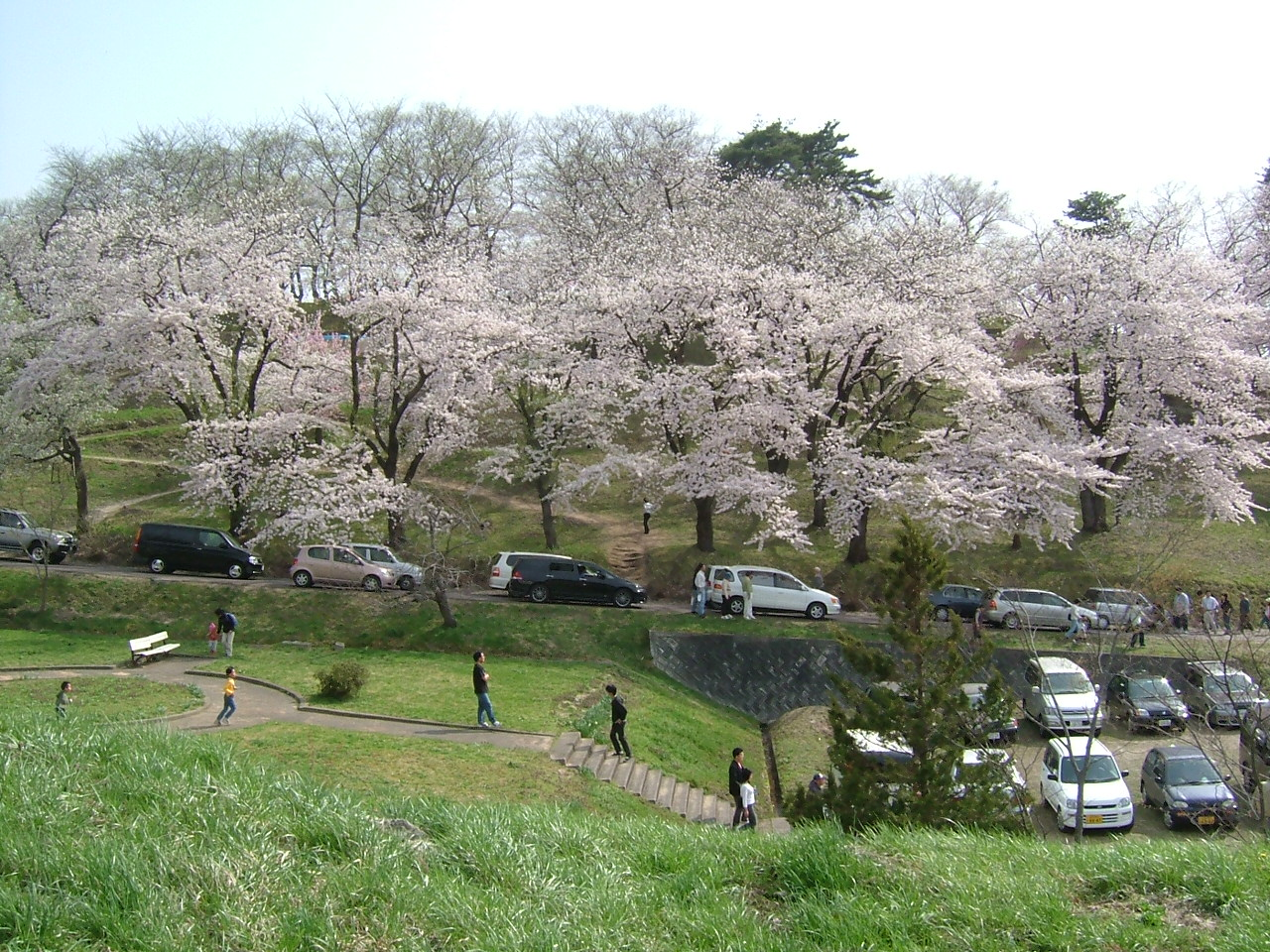
Cerezos en flor en Akayu.
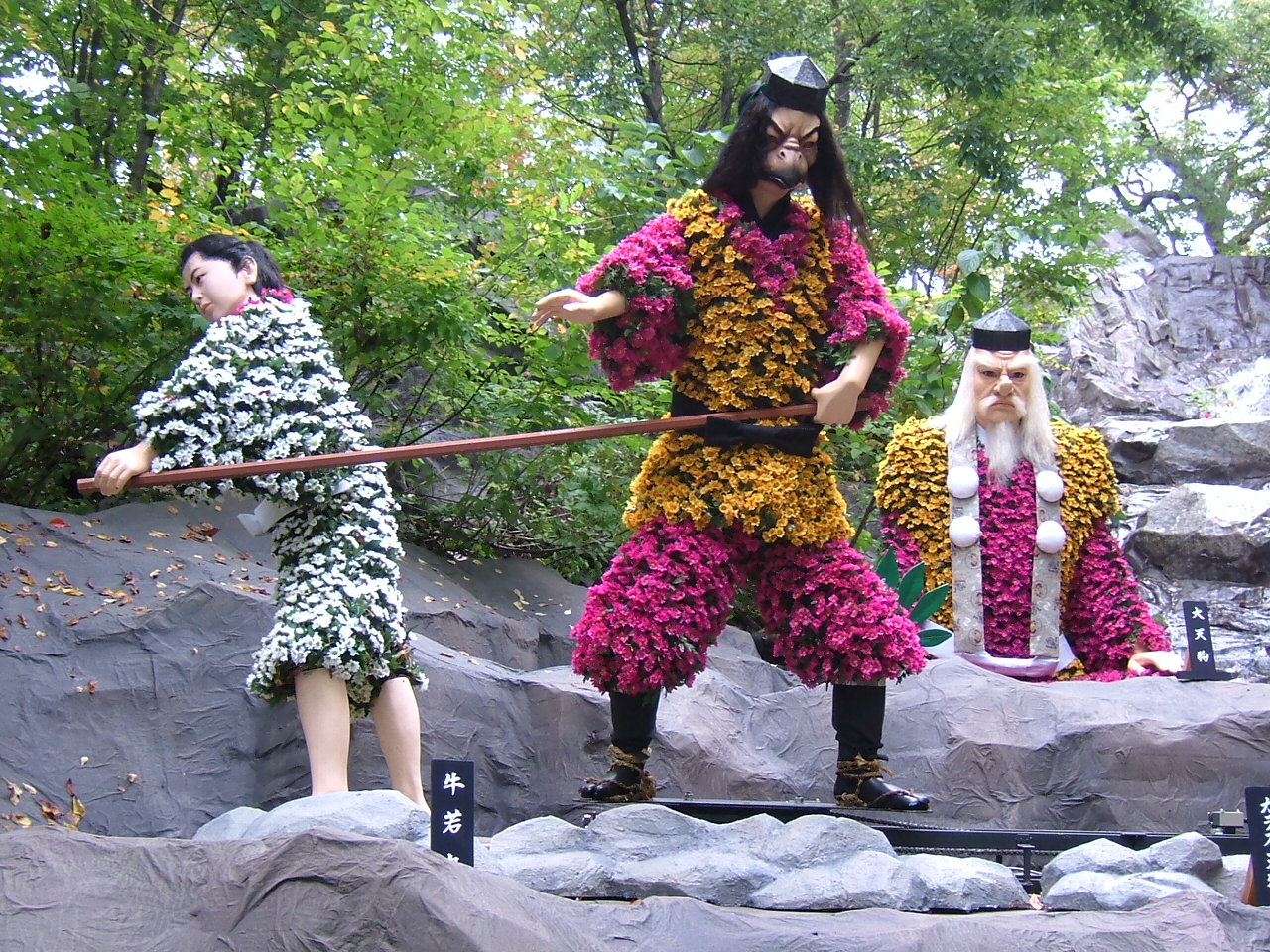
Festival del crisantemo en Miyauchi.
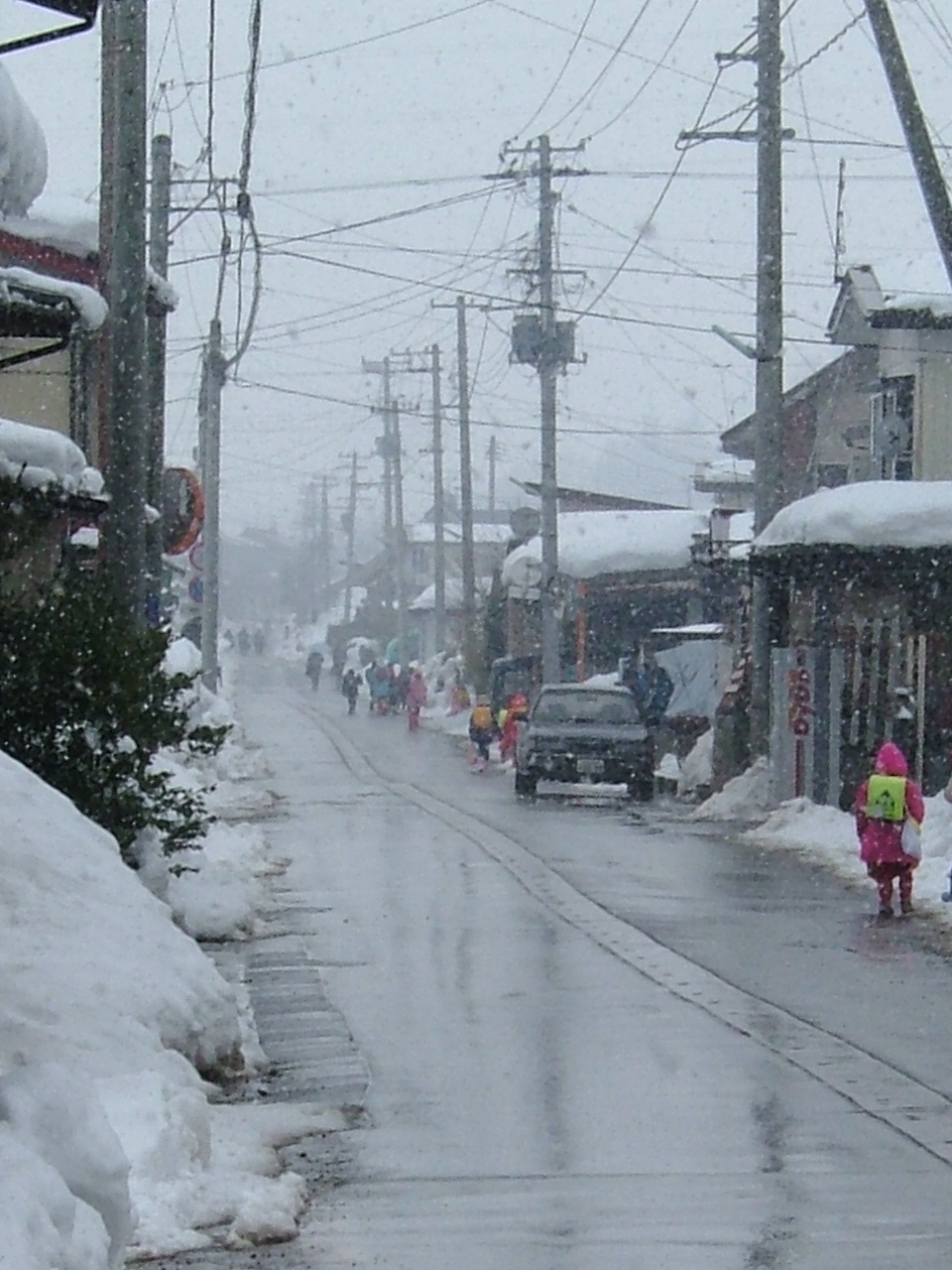
Nan'yō en Invierno.

- Datos: Q850496
- Multimedia: Nanyo, Yamagata / Q850496

1. ↑  Ministerio de Asuntos Internos y Comunicaciones (10 de octubre de 2016). «都道府県コード及び市区町村コード» [Códigos de prefectura y municipales] (PDF) (en japonés). Consultado el 25 de enero de 2018.
2. ↑  Ministerio de Asuntos Internos y Comunicaciones (10 de octubre de 2016). «都道府県コード及び市区町村コード» [Códigos de prefectura y municipales] (XLS) (en japonés). Consultado el 25 de enero de 2018.